# Bullitt
Bullitt es una película de acción y suspenso neo-noir estadounidense de 1968 dirigida por Peter Yates y producida por Philip D'Antoni. La película está protagonizada por Steve McQueen, Robert Vaughn y Jacqueline Bisset. El guion de Alan R. Trustman y Harry Kleiner se basó en la novela de 1963 Mute Witness, de Robert L. Fish, escrita bajo el seudónimo de Robert L. Pike. Lalo Schifrin escribió la partitura original inspirada en el jazz.
La película, que ganó un Oscar al mejor montaje (Frank P. Keller), fue candidata al mejor sonido y está preservada en el archivo de la Biblioteca del Congreso de los Estados Unidos, es recordada por la persecución de automóviles por el centro de la ciudad de San Francisco, escena central que es una de las primeras y de las más influyentes de ese tipo. Es el top 12 de las 100 mejores películas de acción de todos los tiempos por GQ.

## Argumento
En la ciudad de San Francisco, un ambicioso político de California, Walter Chalmers, (Robert Vaughn) dirige una audiencia del senado que busca denunciar a la mafia estadounidense. Cuenta con un testigo, Johnny Ross (Felice Orlandi), un exmiembro de la mafia de Chicago, al cual espera utilizar tanto para escalar en su carrera política, como para combatir a la mafia. Johnny Ross es un ex mafioso que ha robado 2 millones de dólares a la misma organización, y tras sufrir dos intentos de asesinato, habría negociado con el senador Chalmers la entrega de información a cambio de protección judicial, lo que fue aceptado, y viaja a San Francisco un viernes. Al llegar, se dirige en taxi a un hotel para preguntar en la recepción si hay algún mensaje para él; al no haberlo, continúa su viaje. Al subir al taxi, el portero del hotel hace una llamada telefónica confirmando la presencia de Ross en San Francisco. Luego el mafioso se detiene en el camino para hacer unas llamadas desde un teléfono público y luego se dirige, según unas instrucciones que lleva consigo, a un hotel barato, donde se aloja.
La audiencia se realizará el lunes siguiente, por lo que el mafioso prófugo queda bajo la custodia del departamento de Policía de San Francisco, asignado a la unidad del teniente Frank Bullitt (Steve McQueen), a petición del senador Chalmers. La unidad del teniente Bullitt está compuesta por el inspector Carl Stanton (Carl Reindel) y el sargento Don Delgetti (Don Gordon).
El sábado por la mañana, Bullitt es despertado por el sargento Delgetti, quien viene a recogerlo para llevarlo a la mansión del senador Chalmers. 
Después de entrevistarse con el senador, que le explica la situación de Ross y le da la dirección del hotel donde se encuentra, los tres policías viajan al hotel barato donde se aloja. Allí los recibe Ross en su habitación. Bullitt llama por teléfono a su jefe, el capitán Samuel Bennett (Simon Oakland), que le confirma que era el senador quien había elegido el hotel, y a él, por ser un policía popular en la prensa de San Francisco.
Bullitt decide mantener al mafioso en el mismo hotel, a pesar de la falta de seguridad, hasta el lunes próximo, bajo vigilancia las 24 horas, para lo cual los tres policías se reparten en turnos. Delgetti, el primero, luego Stanton y Bullitt. Este último decide pasar a buscar a su novia Cathy (Jacqueline Bisset) a su trabajo para invitarla a salir a comer.
Durante el turno del inspector Stanton, una llamada del recepcionista a la 1 de la madrugada, le avisa que el senador Chalmers y un acompañante desean subir a la habitación. Stanton duda de la situación y llama al teniente Bullitt. Este, que se encontraba en compañía de su novia, le dice que haga esperar a los visitantes y que viaja inmediatamente para allá. Durante el transcurso de la llamada, Ross se dirige a la puerta y le quita el cerrojo de seguridad. Stanton alcanza a notar que Ross había quitado el cerrojo, cuando sorpresivamente dos hombres, Mike y Phil (Paul Genge y Bill Hickman) entran violentamente en la habitación. Uno de ellos, armado con una escopeta. Stanton recibe un escopetazo en una pierna y una patada en el rostro, que lo desmaya. Ross cree que los asaltantes lo vienen a rescatar y comienza a ponerse la americana, cuando ve sorprendido que lo apuntan con la escopeta y recibe también un disparo en el pecho y la cara. Al poco rato llega Delgetti, y unas ambulancias, seguido de Bullitt.
En el camino al hospital, Stanton le informa a Bullitt del ataque y le da una descripción física de los asesinos, del arma y de la acción de Ross de quitar la cadena de la puerta. El teniente queda muy sorprendido por la información y decide investigar a fondo el asunto. Ya en el hospital, Stanton comienza a recuperarse de su herida, pero Ross está agonizante. Durante el trayecto son seguidos a distancia por los asaltantes. 
Al hospital llega el jefe de Bullitt, el capitán Samuel Bennett, anunciando que había informado al senador Chalmers del atentado, y este, al enterarse de la situación, había hecho patente su intención de culpar al departamento de Policía, y a Bullitt en particular, por su fracaso en la custodia de Ross. Más tarde, llega el senador y se entabla un tenso diálogo entre Chalmers y Bullitt. El policía se defiende preguntando sobre el trato que existía entre el senador y Ross, pero solo recibe amenazas sobre el destino de su carrera policial, además de cambiar el senador al médico responsable, el doctor Willard (Georg Stanford Brown), aduciendo inexperiencia y juventud. 
Bullitt no se deja amedrentar, y junto con Delgetti y varios policías, decide quedarse en el hospital para custodiar al agonizante Ross. En el momento en que el senador Chalmers abandona el hospital, uno de los pistoleros, Mike, ingresa por la puerta del mismo y luego de preguntar por Ross a un médico, diciendo que se trata de un amigo suyo, el doctor le dice en qué sector se encuentra, pero sospecha y le avisa a Bullitt de la visita. 
Una enfermera del hospital descubre a Mike en una escalera, mientras se quitaba un picahielos que llevaba adherido a su pierna, y grita. Bullitt comienza a perseguirlo, pero el homicida logra escapar. 
De regreso en el hospital, el doctor Willard le comunica que Ross ha muerto. Resuelto a aclarar el crimen, Bullitt decide ocultar la muerte de Ross, y convence al doctor de enviar el cuerpo al depósito de cadáveres, bajo otro nombre, y además traspapelar los informes médicos de Ross, para ganar tiempo en su investigación. El médico accede a hacerlo.
En la mañana siguiente, ya domingo, el senador Chalmers acompañado de otro capitán de Policía, Baker, (Norman Fell) y sus hombres, llegan al hospital y se enteran de la desaparición de Ross. Buscan al médico para que les informe, pero este no está de turno; piden el archivo de Ross, y tampoco lo encuentran. Indignado, Chalmers llama a Bullitt por teléfono, este le dice que tiene a Ross y se niega a entregar más información. El senador le pasa el auricular al capitán Baker, pero Bullitt corta la comunicación. Al sentirse ignorado, le ordena al capitán Baker que saque a Bullitt del caso, y sale en busca del capitán Bennett, encontrándolo en la puerta de una iglesia, ya entrando al servicio dominical. Le entrega un habeas corpus, que lo obliga a presentar a Ross en la mañana del día siguiente.
Bullitt regresa a la habitación del hotel, buscando alguna evidencia para resolver el caso. Más tarde junto a Delguetti presionan al recepcionista del hotel para que entregue más información, siguiendo la técnica del "policía bueno" y el "policía malo"; el recepcionista, que había sido golpeado y dejado inconsciente por los asesinos, solo puede recordar que Ross había llegado al hotel la primera vez, en un taxi de una empresa en particular. Bullitt decide buscar al taxista (Robert Duvall), lo encuentra y realiza en su taxi el mismo recorrido que había hecho Ross, cuando había llegado a San Francisco. En el trayecto, decide llamar a un informante, Eddy (Justin Tarr), para ver si existe información en el bajo mundo, sobre el caso de Ross. El taxista al verlo hacer la llamada, recuerda que Ross había hecho dos llamadas, de las cuales una había sido de larga distancia, por la cantidad de monedas usadas. Bullitt se encuentra al rato con su informante, que le cuenta sobre el robo de los 2 millones a la mafia, que existe un contrato para asesinarlo; que ya habían intentado asesinarlo el viernes en Chicago, y que la mafia tiene controladas las salidas de San Francisco. Durante todo el recorrido son seguidos por la pareja de asesinos, sin advertirlo. 
Bullitt regresa a donde había estacionado su automóvil y observa que otro automóvil, semioculto, parece esperar su partida. Efectivamente, a los pocos minutos de marcha, Bullitt se da cuenta de que es seguido y realiza una rápida maniobra evasiva. El policía consigue posicionarse detrás de sus perseguidores. Phil, el homicida profesional que conduce el coche, al darse cuenta, emprende la huida. Comienza entonces una persecución automovilística a alta velocidad por las empinadas calles de San Francisco. El policía los persigue inflexiblemente y la carrera continúa en las afueras de la ciudad. Al aproximarse, Bullitt los reconoce como los que habían matado a Ross, y uno de ellos, Mike, le dispara con su escopeta. El policía comienza a estrellar su vehículo contra el de los delincuentes, con la intención de sacarlos del camino, pero de repente la carretera se divide y el coche de los pistoleros va a estrellarse en una estación de gasolina, muriendo quemados. Con su automóvil maltrecho, Bullitt va a dar a una zanja.
De regreso en la estación de policía, Bullitt, acompañado por Delgetti, son recibidos por los capitanes Bennett y Baker, que interrogan y presionan a Bullitt para que entregue información sobre su proceder. Bullitt les dice la verdad y consigue que le den plazo hasta la mañana del lunes para terminar con su investigación, ya que tiene una pista, a lo que el capitán Bennett accede, con la disconformidad de capitán Baker. 
El policía había rastreado las llamadas que había hecho Ross, y descubierto que una de ellas había sido hecha a alguien llamado Dorothy Simmons (Brandy Carroll), huésped en un motel de la cercana ciudad de San Mateo. Solicita un vehículo, para viajar hasta dicha ciudad, pero su petición es rechazada. Bullitt sospecha que se trata de una maniobra, por despecho, del capitán Baker. Llama a su novia Cathy y le pide que lo conduzca en su propio automóvil a San Mateo. 
Llegados allí, Bullitt le pide a ella que lo espere en el coche. Mientras el policía pide el número de la habitación, un hombre con las características físicas de Ross, abandona el hotel. Bullitt llega a la habitación y descubre el cadáver estrangulado de Dorothy Simmons. Llama inmediatamente a la policía local y a una ambulancia. Al verlos llegar, Cathy se asusta y teme por la vida de Bullitt. Decide entrar al hotel a buscarlo, encontrándolo junto al cadáver estrangulado de la víctima, en una actitud profesional, fría, que no comprende. Ya de regreso, ella detiene su vehículo y le encara la vida llena de violencia, crímenes y muertes que él lleva, y que lo está convirtiendo en un ser deshumanizado, y dice que no sabe a dónde conducirá la relación entre ambos, ya que ella no acepta ese mundo. Él le responde que la relación entre ambos comienza en ese momento.
Nuevamente en el cuartel, Bullitt y Delgetti revisan las maletas de la asesinada Dorothy Simmons, buscando alguna pista, y se encuentran que todas están llenas de ropa y accesorios recién comprados. También encuentran ropa de hombre con un monograma, A.R.
Buscando más minuciosamente encuentran una gran cantidad de cheques de viaje a nombre de Albert Renick y Dorothy Renick, y muchos folletos turísticos de Roma, Italia.
Bullitt cree comenzar a entender la trama y pide a las autoridades en Chicago, una copia de la solicitud del pasaporte de Dorothy Renick y de su marido. En ese momento aparece el senador Chalmers, exigiéndole a Bullitt el reconocimiento firmado de su responsabilidad en la muerte de Ross. El policía lo ignora. Después de una tensa espera, llega la respuesta de Chicago, donde se confirma la identidad de Dorothy Renick por su foto en la solicitud, junto a la solicitud de su marido, Albert Edward Renick, cuya foto resulta ser la de John Ross. El teniente Bullitt le dice a Chalmers que el hombre que había sido asesinado en el hotel por los pistoleros, era realmente Albert Renick y no Johnny Ross, dejando mudo al senador.
Más tarde Delguetti le dice a Bullitt que ha averiguado que la pareja Renick tiene pasajes por avión para Roma a las 19 horas; que se ha comunicado con las autoridades de Chicago para preguntar por los antecedentes de Albert Renick, y que le habían confirmado que Renick es un vendedor de autos de Chicago, sin ninguna relación con la mafia.
Seguramente el vendedor de autos habría sido comprado por Ross para que solicitara un pasaporte con su foto, aprovechando el parecido físico entre ambos, y habría encargado después su asesinato, para de esta manera dejar establecida su falsa muerte. También se habría deshecho de su esposa Dorothy, asesinándola para que no hablara.
Bullitt y Delgetti viajan al aeropuerto para encontrar y arrestar a Ross, cuando aborde el avión. Esperan junto a la puerta de embarque, y faltando un par de minutos para la salida del vuelo, Bullitt observa que cinco minutos antes estaba programado un vuelo con destino a Londres. Llama al despacho de la línea aérea, donde le confirman que el pasajero Renick está a bordo del avión. Bullitt consigue hacer regresar al avión, justificándolo con un problema técnico. Mientras espera junto a Delguetti, el senador Chalmers, que también se encontraba allí, al darse cuenta de que sus planes han fracasado, intenta negociar con Bullitt el resultado de la detención de Ross, pero es rechazado con desprecio por el policía.
Los pasajeros comienzan a descender y Bullitt decide entrar a la cabina para identificar al verdadero Ross (Pat Renella). 
Después de un intercambio de miradas, Ross decide huir, abandonando el avión por la puerta trasera, saltando al asfalto, siendo perseguido por Bullitt. 
Comienza una cacería por la pista del aeropuerto, entre grandes aviones que se preparan para despegar. Ross regresa al edificio del aeropuerto repleto de gente, buscando escabullirse entre los viajeros, pero Delgetti ya ha alertado a la guardia de seguridad y el cerco se estrecha para Ross. Este logra llegar hasta una de las puertas automáticas de edificio, donde es conminado por un guardia a rendirse. Ross le dispara y el guardia cae, bloqueando las puertas. Ross se da la vuelta para hacer lo mismo con Bullitt, pero el policía se adelanta y termina con su vida allí mismo.
La escena final muestra a Bullitt de regreso en su apartamento, donde Cathy duerme. Silenciosamente se dirige al baño, deja correr el agua del lavabo, y se queda contemplando su propia imagen en el espejo.

## Elenco
| - Steve McQueen como el teniente Frank Bullitt - Don Gordon como el detective "Dell" Delgetti - Robert Vaughn como Walter Chalmers - Simon Oakland como el capitán Sam Bennett - Felice Orlandi como Albert "Johnny Ross" Renick - Pat Renella como Johnny Ross - Jacqueline Bisset como Cathy - Carl Reindel como Carl Stanton - Paul Genge como Mike, asesino a sueldo - Bill Hickman como Phil, socio de Mike | - Robert Duvall como Weissberg, taximetrista - Norman Fell como el capitán Baker - Georg Stanford Brown como Dr. Willard - Justin Tarr como Eddy, el informante - Al Checco como Desk Clerk - Victor Tayback como Pete Ross - Robert Lipton como ayudante de Chalmers - Ed Peck como Westcott (peiodista en el hospital) - John Aprea como asesino |

## Producción
Bullitt fue coproducida por Solar Productions de McQueen y Warner Bros. -Seven Arts. La película le fue presentada a Jack L. Warner como una forma de  "ejecutar la autoridad de manera diferente".
Fue la primera película estadounidense del director Yates, que fue contratado después de que McQueen viera su película El gran robo de 1967 en el Reino Unido, con su extendida persecución de autos. A Joe Levine, cuyo Embassy Pictures había distribuido la película, no le gustó mucho, pero Alan Trustman, que vio la película la misma semana que estaba escribiendo las escenas de persecución de Bullitt, insistió en que McQueen, Robert E. Relyea y Philip D'Antoni (ninguno de los cuales había oído hablar alguna vez de Yates) la vieran y consideraran a Yates como posible director de Bullitt.

### Casting
McQueen basó el personaje de Frank Bullitt en el inspector de San Francisco Dave Toschi, con quien trabajó antes de la filmación. McQueen incluso copió la exclusiva pistolera de hombro "rápida" de Toschi. Más tarde, Toschi se hizo famoso, junto con el inspector Bill Armstrong, como los principales investigadores de San Francisco de los asesinatos del Zodiac Killer que comenzaron poco después del lanzamiento de Bullitt. Toschi es interpretado por Mark Ruffalo en la película Zodiac, en la que Paul Avery (Robert Downey Jr.) menciona que "McQueen tuvo la idea de la funda de Toschi". A Katharine Ross le ofrecieron el papel de Cathy, pero lo rechazó porque consideró que era demasiado pequeño.

### Realismo
Bullitt se destaca por su amplio uso de ubicaciones reales en lugar de platós de estudio, y su atención a los detalles procesales, desde el procesamiento de pruebas policiales hasta los procedimientos de la sala de emergencias. El uso que hizo el director Yates de las nuevas cámaras livianas Arriflex permitió una mayor flexibilidad en el rodaje en exteriores. En la escena de la operación de la sala de emergencias, se utilizaron médicos y enfermeras reales como elenco de apoyo. Según McQueen, "Lo que intentamos lograr no fue hacer una película teatral, sino una película sobre la realidad".

### Persecución de coches
En el estreno de la película, las escenas de persecución de automóviles, con McQueen al volante en todas las escenas visuales del conductor, generaron una emoción prodigiosa. Leonard Maltin la ha llamado una "persecución de autos ahora clásica, una de las mejores de todos los tiempos en la pantalla". Emanuel Levy escribió en 2003 que "Bullitt contiene una de las persecuciones de autos más emocionantes en la historia del cine, una secuencia que revolucionó los estándares de Hollywood". En su obituario de Peter Yates, Bruce Weber escribió: "La reputación del Sr. Yates probablemente descanse con mayor seguridad en Bullitt (1968), su primera película estadounidense y, de hecho, en una escena en particular, una prolongada persecución de autos que instantáneamente se convirtió en un clásico."

#### Rodaje
La escena de persecución comienza a las 1:05:00 de la película. El tiempo total de la escena es de 10 minutos y 53 segundos, comenzando en el área de Fisherman's Wharf de San Francisco, en Columbus y Chestnut (aunque Bullitt primero se da cuenta de que los sicarios siguen su automóvil mientras conduce hacia el oeste por Army Street, ahora César Chávez Street, justo después de pasar por debajo de la autopista 101), seguido de disparos en la calle Hyde, luego en la calle Laguna, con tomas de Coit Tower y ubicaciones alrededor y en la calle Filbert y luego en la calle University. La escena termina fuera de la ciudad en Guadalupe Canyon Parkway en la montaña San Bruno, cerca de Brisbane. La ruta ha sido mapeada, mostrando que es geográficamente imposible que tenga lugar en tiempo real, es por lo tanto, un montaje.
Dos 390 cu. en. V8 Ford Mustang GT Fastbacks (325 hp) de1968 con transmisiones manuales de cuatro velocidades fueron comprados por Warner Bros para la película. Los motores, los frenos y las suspensiones fueron fuertemente modificados para la persecución por el veterano corredor de autos y técnico Max Balchowsky. En 2020, uno de los fastbacks se vendió en Mecum Auctions por un precio récord de 3,7 millones de dólares. Ford Motor Company originalmente prestó dos sedán Galaxie para las escenas de persecución, pero los productores encontraron que los autos eran demasiado pesados para los saltos sobre las colinas de San Francisco y además una batalla Ford-Ford no sería creíble en la pantalla. Fueron reemplazados por dos Dodge Chargers 440 Magnum V8 (375 hp) de 1968. Los motores de ambos modelos de Dodge Charger no se modificaron en gran medida, pero las suspensiones se mejoraron levemente para hacer frente a las demandas del trabajo de acrobacias.
El director pidió velocidades máximas de alrededor de 75-80 millas por hora (120,7-128,7 km/h), pero los autos (incluyendo la filmación de los autos perseguidores) en ocasiones alcanzaron velocidades de más de 110 millas por hora (177 km/h). Se usaron tomas desde el punto de vista del conductor para darle a la audiencia la sensación de la persecución de un participante. La filmación tomó tres semanas, lo que resultó en 9 minutos y 42 segundos de persecución. Se empalmaron varias tomas en un solo producto final, lo que resultó en discontinuidad: se pueden ver daños graves en el lado del pasajero del automóvil de Bullitt mucho antes del incidente que lo produjo, y el Charger parece perder cinco cubiertas de ruedas, y faltan otras en diferentes tomas. Disparar desde múltiples ángulos simultáneamente y crear un montaje a partir de las imágenes para dar la ilusión de diferentes calles también dio como resultado que los autos a toda velocidad pasaran los mismos vehículos en varios momentos diferentes, incluido, como se señaló ampliamente, un Volkswagen Beetle verde. En una escena, el Charger choca contra la cámara; el guardabarros delantero dañado se nota en escenas posteriores. Las autoridades locales no permitieron que la persecución de automóviles se filmara en el puente Golden Gate, pero sí lo permitieron en lugares del centro de la ciudad, incluidos Bernal Heights y Mission District, y en las afueras de la vecina Brisbane.
McQueen, en ese momento un piloto de carreras de clase mundial, condujo en las escenas de primeros planos, mientras que el coordinador de dobles Carey Loftin, el doble de acción y piloto de motos Bud Ekins, y el habitual doble de riesgo de McQueen, Loren Janes, condujeron en las escenas de alta velocidad y parte de la persecución, realizando varias acrobacias peligrosas. Ekins, quien hizo el doble de McQueen en la secuencia de The Great Escape donde el personaje de McQueen salta una cerca de alambre de púas en una motocicleta, ejecutó una escena de choque lateral frente a un camión que patina durante la persecución de Bullitt. El espejo retrovisor interior del Mustang sube y baja dependiendo de quién esté conduciendo: cuando el espejo está arriba, McQueen es visible detrás del volante, cuando está abajo, un especialista está conduciendo.
El Dodge Charger negro fue conducido por el veterano conductor de acrobacias Bill Hickman, quien interpretó a uno de los asesinos a sueldo y ayudó con la coreografía de la escena de la persecución. El otro asesino a sueldo fue interpretado por Paul Genge, quien también interpretó a un personaje que había conducido un Dodge fuera de la carretera hacia su muerte en un episodio de Perry Mason ("El caso del amanecer de Sausalito") dos años antes. En un artículo de revista muchos años después, uno de los conductores involucrados en la secuencia de persecución comentó que el Charger, con un motor más grande (bloque grande de 440 pulgadas cúbicas versus 390 pulgadas cúbicas) y mayor potencia (375 versus 325 pulgadas cúbicas) - era mucho más rápido que el Mustang y que los conductores tenían que seguir pisando el acelerador para evitar que el Charger se alejara del Mustang.

#### Montaje
El montaje de la persecución de automóviles probablemente le valió a Frank P. Keller el Óscar de 1968, y se ha incluido en las listas de las "Mejores secuencias de montaje de todos los tiempos". Paul Monaco ha escrito: "Sin embargo, las imágenes callejeras más convincentes de 1968 aparecieron en una secuencia totalmente artificial, sin ningún indicio de sentimiento documental al respecto: la persecución de automóviles por las calles de San Francisco en Bullitt, creada a partir de imágenes filmadas durante casi cinco semanas. Billy Fraker, el director de fotografía de la película, atribuyó el éxito de la secuencia de persecución principalmente al trabajo de Frank P. Keller. En ese momento, a Keller se le atribuyó el montaje de la obra de una manera tan soberbia que convirtió a la ciudad de San Francisco en un "personaje" de la película". El montaje de la escena no estuvo exento de dificultades; Ralph Rosenblum escribió en 1979 que "aquellos que se preocupan por esas cosas pueden saber que durante el rodaje de la escena culminante de la persecución en Bullitt, un automóvil fuera de control lleno de maniquíes chocó con un cable, lo cual provocó prematuramente el incendio de una costosa instalación, y que el editor Frank Keller salvó la casi catástrofe con una inteligente e inusual yuxtaposición de imágenes que hizo que la explosión pareciera estallar a tiempo". Esta escena de persecución también ha sido citada por los críticos como innovadora por su realismo y originalidad.

### Música
La partitura original fue compuesta por Lalo Schifrin para rastrear los diversos estados de ánimo y la acción de la película, con el estilo de jazz estadounidense contemporáneo característico de Schifrin. Las pistas del álbum de la banda sonora son versiones alternativas de las que se escuchan en la película, regrabadas por Schifrin con destacados músicos de jazz, incluidos Bud Shank (flauta), Carol Kaye (bajo eléctrico), Ray Brown (bajo), Howard Roberts (guitarra) y Larry Bunker (batería).
En 2000, Schifrin recreó los arreglos originales que se escuchan en la película en una sesión de grabación con la WDR Big Band en Colonia, Alemania, y los lanzó con el sello Aleph. Este lanzamiento también incluye regrabaciones de los arreglos del álbum de la banda sonora de 1968 para algunas pistas.
En 2009, Film Score Monthly puso a disposición la grabación original nunca antes publicada de la partitura que se escucha en la película, grabada por Schifrin en el escenario de composición de Warner Bros. con el ingeniero Dan Wallin. Algunos pasajes y pistas de la partitura son prácticamente idénticos al álbum de la banda sonora oficial, mientras que muchas pistas más suaves y melancólicas de la película no se eligieron o se reescribieron para el lanzamiento de la banda sonora. También se incluyen pistas adicionales que no se usaron en la película. Además, el conjunto de dos CD presenta el álbum de la banda sonora oficial, recién mezclado de la cinta maestra de 1".
En la escena del restaurante con McQueen y Bissett, la banda en vivo que toca de fondo es Meridian West, un cuarteto de jazz que McQueen había visto tocar en The Trident, un famoso restaurante en Sausalito.

## Recepción
Bullitt recibió elogios de la crítica y fue un éxito de taquilla.

### Taquilla
La película se estrenó en el Radio City Music Hall de la ciudad de Nueva York el jueves 17 de octubre de 1968. Recaudó $ 210,000 en su primera semana, incluido un sábado récord de $ 49,073. Producida con un presupuesto de 5,5 millones de dólares, la película recaudó 19 millones de dólares en 1968, convirtiéndola en la cuarta película más taquillera de ese año, y más de 42,3 millones de dólares en los EE. UU. hasta 2021.

### Respuesta crítica
Bullitt fue bien recibida por la crítica y algunos la consideran una de las mejores películas de 1968. En ese momento, Renata Adler hizo de la película una Elección de los críticos del New York Times, calificándola de "película excelente, perfecta para Steve McQueen –rápida, bien interpretada, escrita como habla la gente". Según Adler, "el final debería satisfacer a los fanáticos desde Dragnet hasta Camus".
En 2004, The New York Times colocó la película en su lista de las 1000 mejores películas jamás realizadas. En 2011, Time la incluyó entre las 15 mejores persecuciones de autos de todos los tiempos, y la describió como "la única, la primera, la abuela, la persecución en la parte superior de casi todas las listas", y dijo "la persecución de autos de Bullitt es un recordatorio de que cada gran escena de este tipo es un triunfo de el montaje tanto como un trabajo de acrobacias. Naturalmente, ganó el Óscar al mejor montaje". Entre los críticos del siglo XXI, tiene un índice de aprobación del 98% en Rotten Tomatoes, lo que representa críticas positivas de 40 de 41 críticos con una calificación promedio de 7.8/10. El consenso crítico del sitio web dice: "Steve McQueen es genial como el hielo en este emocionante procedimiento policial que también contiene posiblemente la mayor persecución de autos de la historia". En Metacritic, la película tiene una puntuación de 81 sobre 100 según las reseñas de 20 críticos, lo que indica "Aclamación universal".

### Premios y honores
La película fue nominada y ganó varios premios de la crítica. Frank P. Keller ganó el Óscar al mejor montaje, y también fue nominado al Óscar al mejor sonido. Cinco nominaciones a los Premios BAFTA de 1969 incluyeron mejor director para Peter Yates, mejor actor de reparto para Robert Vaughn, mejor fotografía para William A. Fraker, mejor montaje para Frank P. Keller y mejor sonido. Robert Fish, Harry Kleiner y Alan Trustman ganaron el premio Edgar de 1969 a la mejor película. Keller ganó el premio Eddie al mejor montaje. También recibió el Premio de la Sociedad Nacional de Críticos de Cine a la mejor fotografía (William A. Fraker) y el Premio Golden Reel al mejor sonido de un largometraje. Tuvo éxito en los Premios Golden Laurel de 1970, ganando por mejor drama de acción, mejor actuación de acción (Steve McQueen) y mejor cara nueva femenina (Jacqueline Bisset). En 2000, la Sociedad de Operadores de Cámara otorgó a David M. Walsh su premio "Historical Shot" (toma histórica).

### Legado
La famosa persecución de autos fue parodiada más tarde en la excéntrica comedia What's Up, Doc? de Peter Bogdanovich. También hay referencias a Bullitt en la película de Clint Eastwood The Dead Pool, en el episodio de Futurama Bendin ' in the Wind, y en el episodio de la sexta temporada de Archer The Kanes. La persecución en automóvil se puede ver en la pantalla en la escena del autocine en la película de 2014, Need for Speed. El episodio 13 de la serie de televisión Alcatraz incluye una recreación de la escena de la persecución, con modelos más nuevos del Mustang y el Charger. El productor de Bullitt, Philip D'Antoni, pasó a filmar dos persecuciones de autos más, para The French Connection y The Seven-Ups, ambas ambientadas y filmadas en la ciudad de Nueva York. "The Bullitt Mustang" fue el episodio 7 de la temporada 6 de Blue Bloods, donde el automóvil fue central en un complot que involucraba su robo.
El nombre de Ford Mustang se ha asociado estrechamente con la película. En 2001, Ford Motor Company lanzó la edición Bullitt Ford Mustang GT. Otra versión del Ford Mustang Bullitt, que se parece más al Mustang original de la película, fue lanzada en 2008, para conmemorar el aniversario 40 de la película. Se lanzó una tercera versión en 2018 para los años modelo 2019 y 2020. En 2009, Bud Brutsman de Overhaulin' construyó una réplica de apariencia auténtica del Bullitt Mustang, completamente cargada con componentes modernos, para la serie de televisión de cinco episodios de 2009, Celebrity Rides: Hollywood's Speeding Bullitt, presentada por Chad McQueen, hijo de Steve McQueen.
El Mustang aparece en el videojuego Ford Racing 2 de 2003 en un trayecto llamado Port Side. Apareció también en la categoría Movie Stars, junto a otros coches famosos como el Ford Torino de Starsky & Hutch y el Ford Mustang Mach 1 de Diamonds Are Forever.  En el videojuego de 2011, Driver: San Francisco, la misión "Bite the Bullet" se basa en la famosa escena de persecución, con versiones con licencia del Mustang y el Charger de la película.
La imagen de Steve McQueen como Frank Bullitt se utilizó en dos comerciales de Ford. El primero fue para el Ford Puma de 1997, exclusivo para Europa, que presentaba un montaje de efectos especiales de McQueen (que murió en 1980) conduciendo un Puma nuevo por San Francisco antes de estacionarlo en el garaje de un estudio junto a la película Mustang y la motocicleta de La Gran Escapada. En un comercial de 2004 para el Mustang 2005, los efectos especiales se utilizan nuevamente para crear la ilusión de McQueen conduciendo el nuevo Mustang, después de que un hombre recibe una epifanía al estilo Field of Dreams y construye una pista de carreras en medio de un campo de maíz.
Varias prendas de vestir usadas por Bullitt de McQueen recibieron un impulso en popularidad gracias a la película: botas safari, una gabardina, un suéter azul de cuello alto y, la más famosa, una chaqueta de tweed marrón con parches en los codos.
En febrero de 2022, se anunció que Steven Spielberg dirigiría y produciría una nueva película centrada en el personaje de Frank Bullitt para Warner Bros. Pictures, con Josh Singer escribiendo el guion; la película no será una nueva versión, sino una historia original centrada en el personaje, en asociación con la descendencia de Steve McQueen y la pareja tío-sobrina de Chad McQueen (hijo), y su sobrina Molly McQueen (hija de Terry, nieta de Steve) como productores ejecutivos. En noviembre de 2022, Bradley Cooper fue elegido como Frank Bullitt.

#### Mustangs
Warner Bros. encargó dos Mustang de 1968 idénticos para la filmación. Ambos estaban pintados en "Highland Green" y tenían el paquete GT con motores 390 CID. Los autos tenían los números de identificación secuencial de vehículo 8R02S125558 y 8R02S125559. Antes de la filmación, los autos fueron modificados por Max Balchowsky. El automóvil '558 se usó para la conducción más dura (incluido el derrape al final de la persecución), mientras que el '559 se usó para una conducción más ligera.
Una vez finalizada la filmación, el '559 se vendió a Robert Ross, quien a su vez lo vendió en 1970 a Frank Marranca. En 1974 Marranca lo vendió a Robert Kiernan a través de un anuncio en Road & Track. Los Kiernan lo usaron como vehículo familiar antes de almacenarlo en 1980. En 1977, McQueen intentó volver a comprarlo, pero fue rechazado. El hijo de Kiernan, Sean, comenzó a restaurar el automóvil en 2014 y lo autenticó en 2016, con documentación que incluía la carta de McQueen ofreciéndose a comprarlo. El 10 de enero de 2020, Mecum Auctions vendió el automóvil por $ 3,7 millones a un comprador no identificado. La venta lo convirtió en el Ford más caro del mundo.
El coche '558 sufrió graves daños durante el rodaje y posteriormente se envió a un depósito de chatarra. En las décadas siguientes, se asumió que el automóvil se había perdido. Sin embargo, en 2016, Hugo Sánchez compró un par de Mustang cupés en el patio trasero de una casa cerca de Los Cabos, México. Luego envió los autos a Ralph García para comenzar a trabajar en convertir uno en un clon de "Eleanor". Al darse cuenta de que uno de los dos Mustang era un código S, García hizo que Kevin Marti autentificara el auto. La autenticación reveló que este era el auto Bullitt perdido. Sánchez y García ahora están en proceso de restaurar completamente el auto.